# Björn Lövin

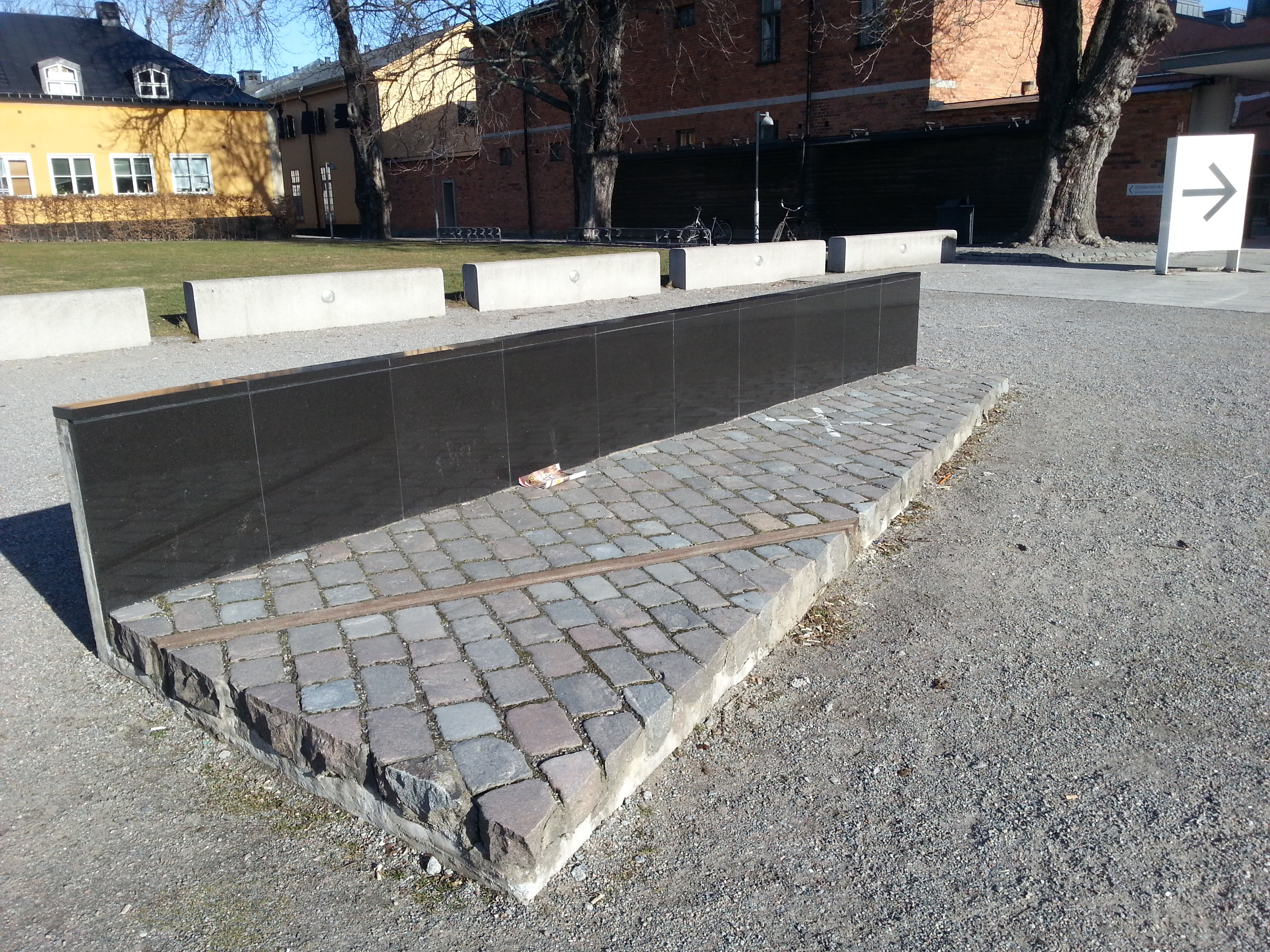
Leninmonument 13 april 1917 utanför Moderna museet

Björn Yngve Lövin, folkbokförd Löfvin, född 17 december 1937 i Falu Kristine församling i Falun i Kopparbergs län, död 6 mars 2009 i Folkärna församling i Dalarnas län, var en svensk målare, skulptör och installationskonstnär.
Björn Lövin var far till politikern och journalisten Isabella Lövin och till konstnären Agneta Segerfelt.

## Konstnärlig verksamhet
Lövins utställning Konsument i oändlighet - Herr P:s Penningar på Moderna museet i Stockholm 1971 hade två uppbyggda "miljöer". Den ena föreställde en gågata med skyltfönster som slutade vid farstun av den andra miljön: herr P:s torftiga tvårumslägenhet. År 1972 visades konstverket In Memoriam på Göteborgs Konsthall. Denna fiktiva minnesutställning över försäkringsbolaget, "ILAC (International Life Assurance Company)" visades också året därpå på Liljevalchs Konsthall, och 36 år senare, vintern 2008/09, återuppfördes installationen på Göteborgs konsthall.
År 1974 gjorde han utställningen Live Show på Moderna museet tillsammans med Sivert Lindblom och Ulrik Samuelson, där han skapade tempelbyggnaden Till minnet av tiden. Utställningen Minnet sviker visades 1977 under Kulturhusets historiska exposé Sverige i tiden 1900–1920. Till denna utställning skapade han fem miljöer.  En av dessa installationer, Leninmonument 13 april 1917, står numera utanför Moderna museet Stockholm.
Sitt internationella genombrott fick Lövin 1981, då han som förste svensk ställde ut separat på Centre George Pompidou i Paris med utställningen L'Image, som handlade även om "ILAC". 
År 1988 gjorde han en utställning på Kulturhuset i Stockholm med titeln C-kampen om verkligheten.
Under den stora miljökonferensen i Rio de Janeiro 1992 var han inbjuden att skapa ett konstverk. Detta, Kulturmotor, är egentligen en press för maniokberedning från en by i Amazonas djungler, och har visats i Tyskland, Brasilien och Sverige, senaste vid Moderna museets nyöppnande 2004, då ett helt rum ägnades hans konst.